# Świtaź (wieś)
Świtaź (ukr. Світязь) – wieś na Ukrainie w rejonie kowelskim, w obwodzie wołyńskim, położona nad jeziorem o tej samej nazwie. W II Rzeczypospolitej miejscowość wchodziła w skład gminy wiejskiej Szack w powiecie lubomelskim województwa wołyńskiego. Poszczególne części wsi noszą nazwy Lipowa i Brzezina. We wsi działa monaster Świętych Piotra i Pawła. Do II wojny światowej w pobliżu miejscowości znajdował się chutor Załys.
Do 2020 w rejonie szackim.